# Еврейское кладбище на Елеонской горе
Еврейское кладбище на Елеонской горе (Иврит: בית הקברות היהודי בהר הזיתים — Mount of Olives Jewish Cemetery) кладбище в Иерусалиме. Это самое старое еврейское кладбище в мире. Это также самое большое кладбище для евреев. Кладбище находится на Елеонской горе. Находится рядом со старым городом. Кладбище насчитывает более 150 тысяч могил.

## Галерея

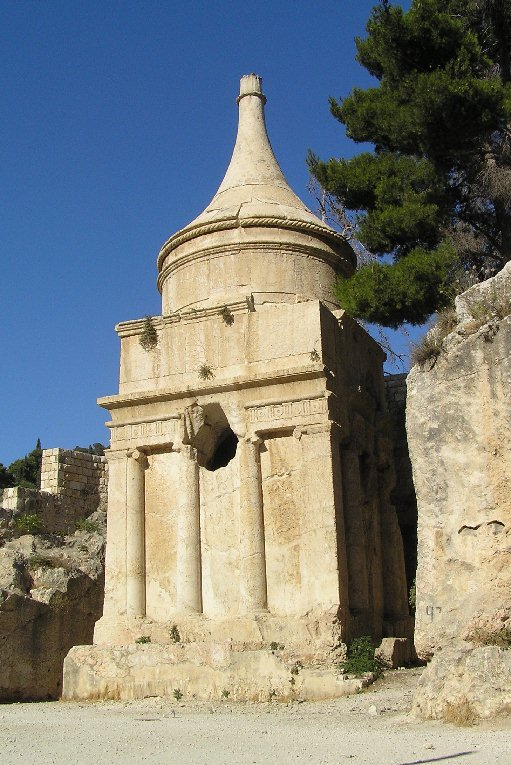
Гробница Авессалома
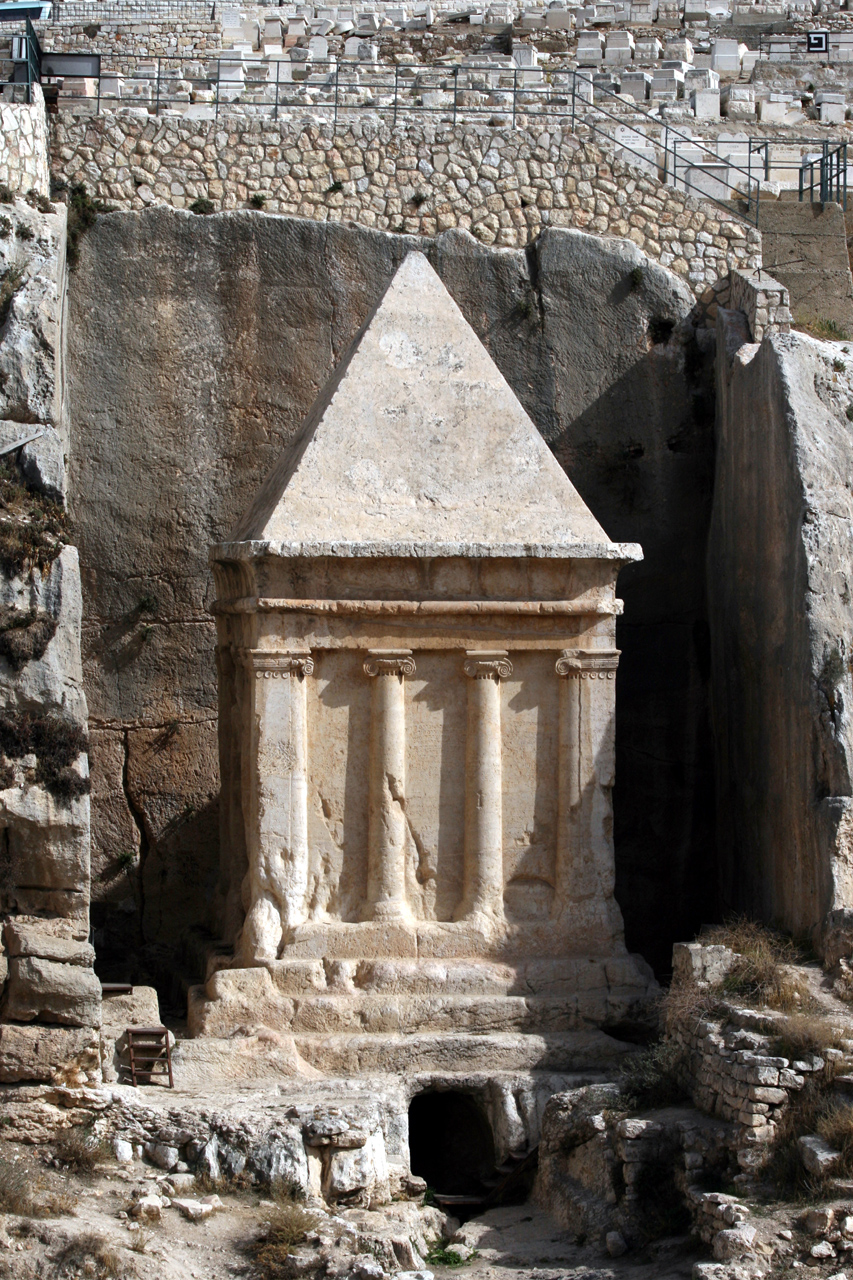
Гробница Захарии
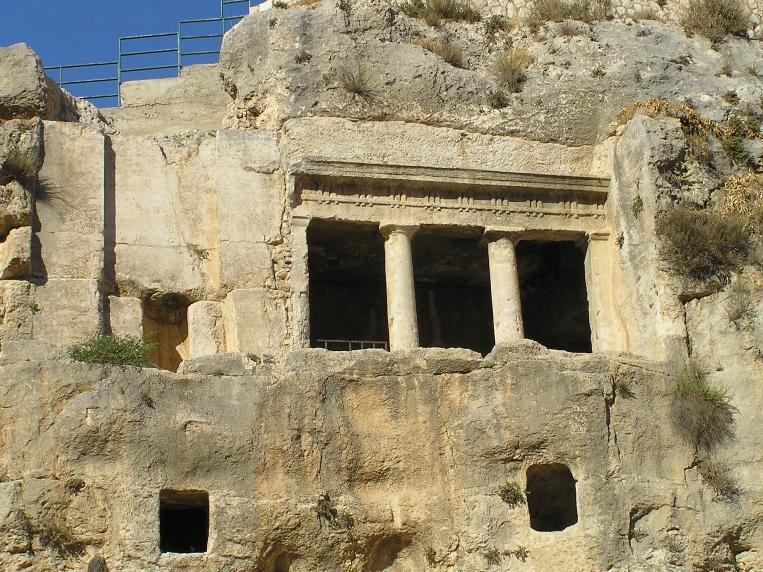
Гробница семьи Хезир
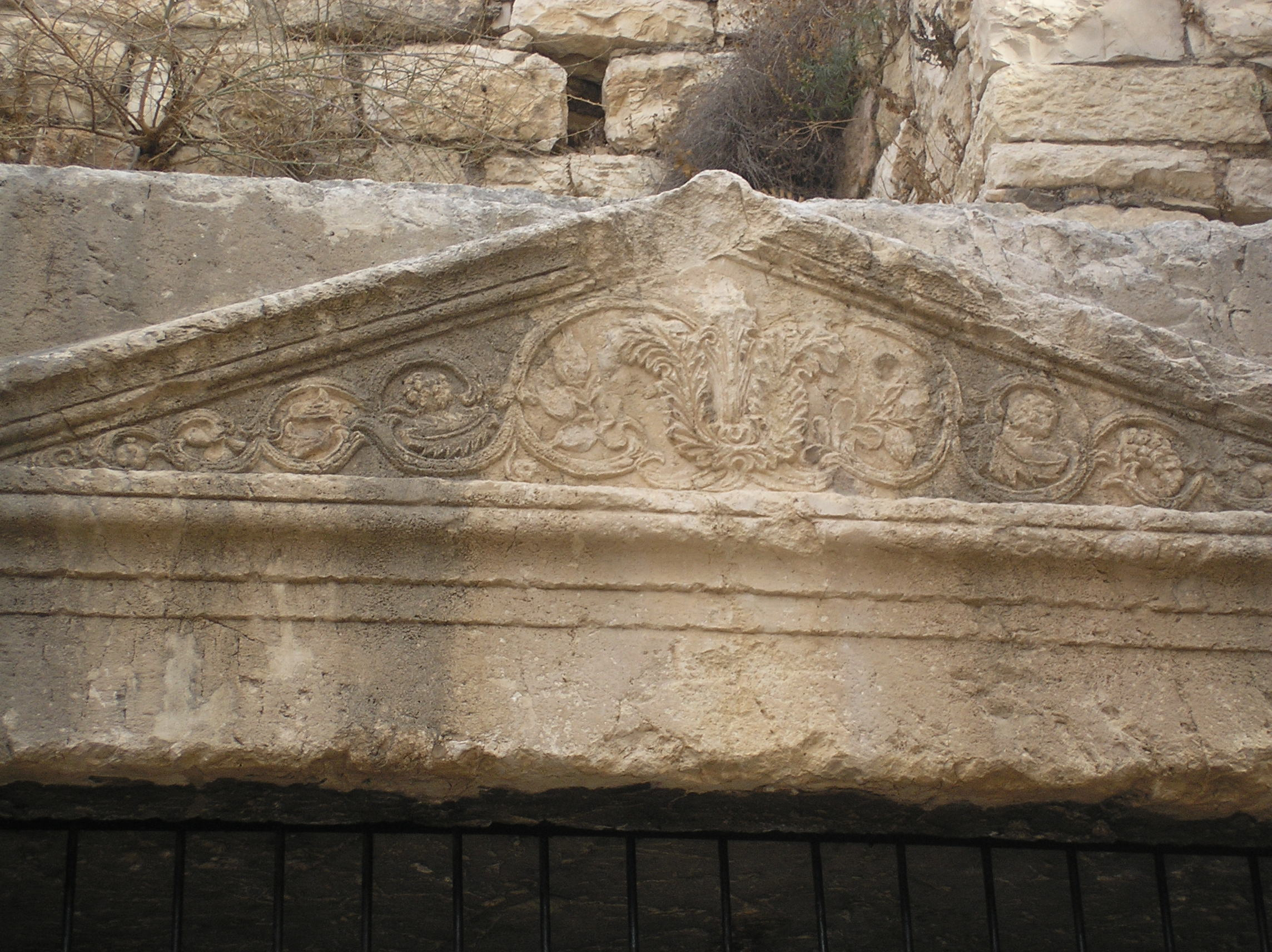
Пещера Иосафатово
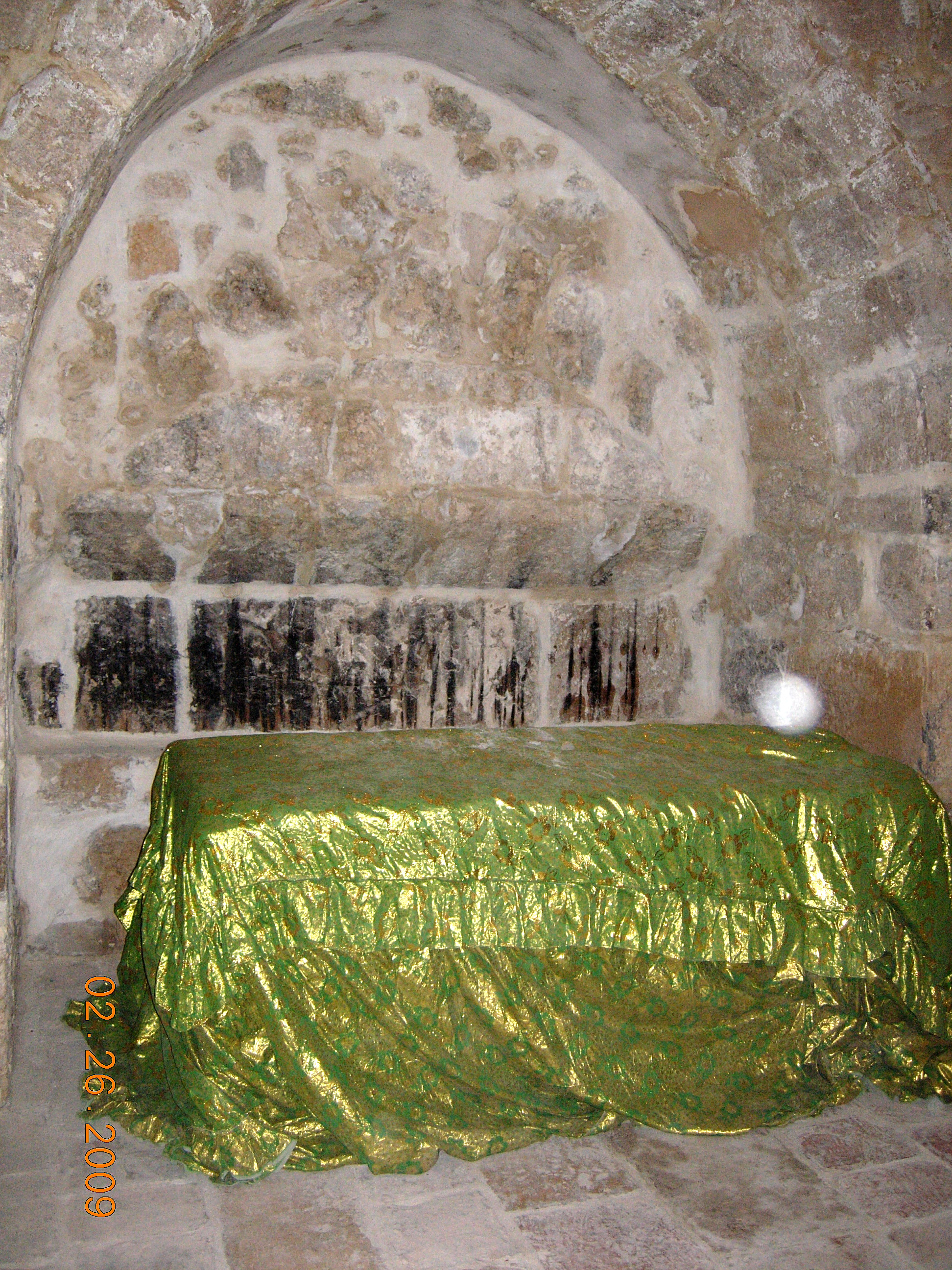
Могила Олдаме
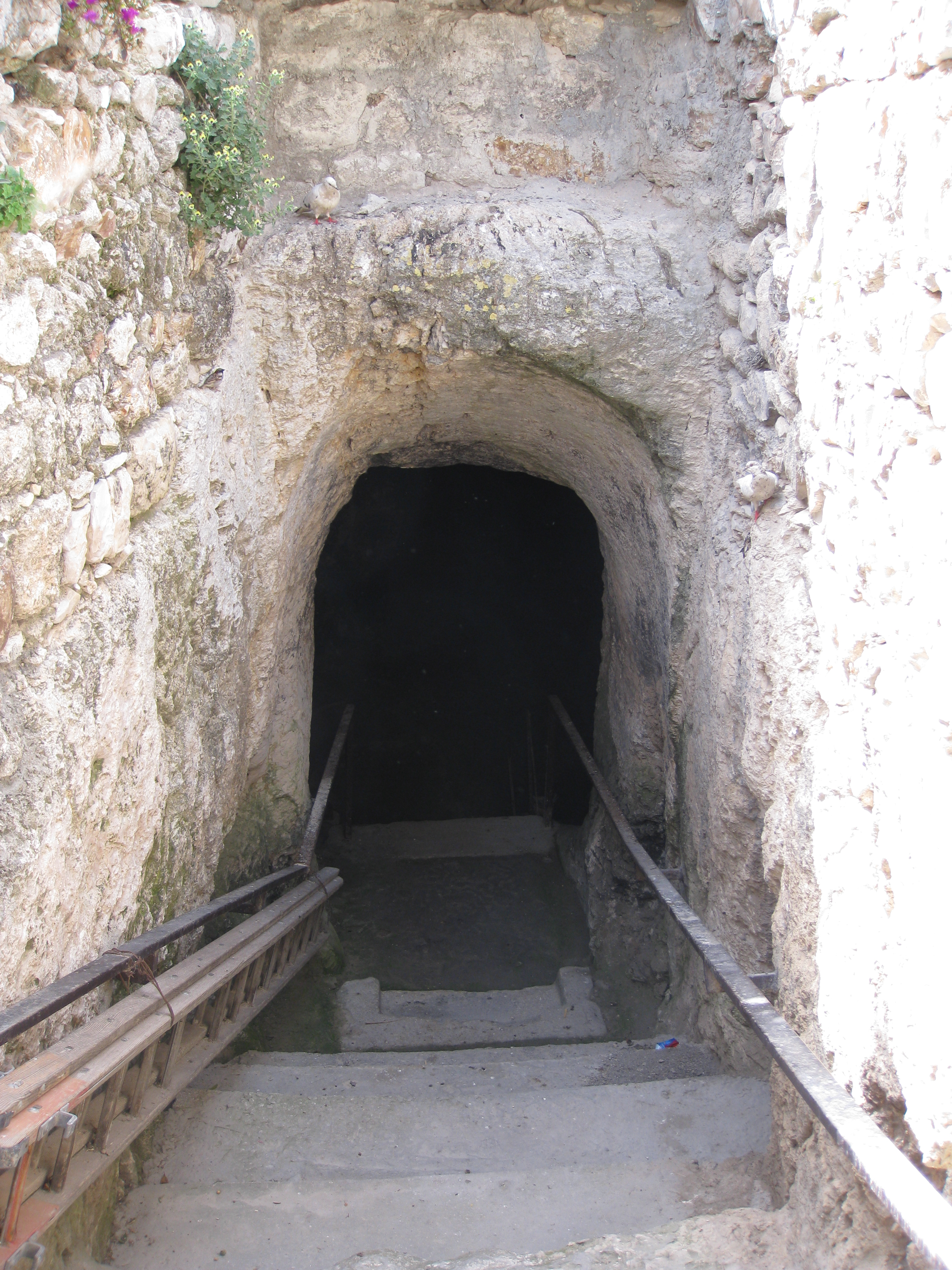
Пещера Пророков
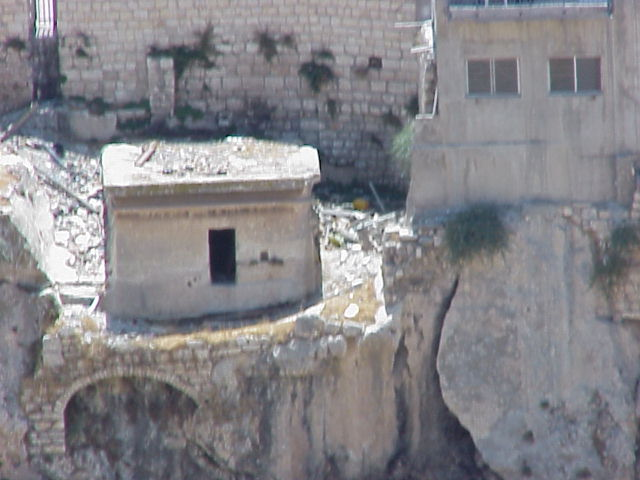
Могила дочери фараона
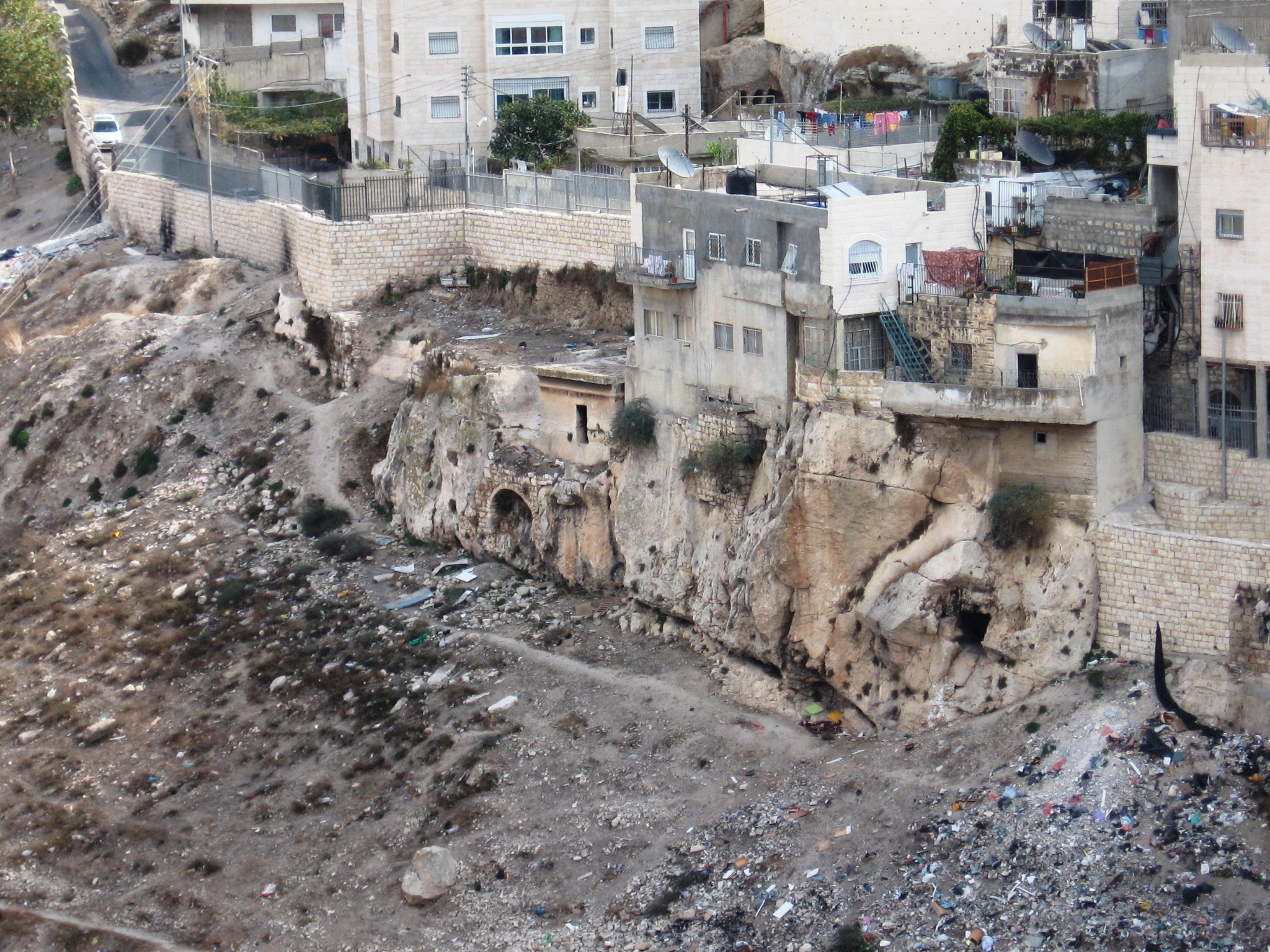
Кедров долина некрополь